# Oberhausbergen

Oberhausbergen este o comună în departamentul Bas-Rhin, Franța. În 1 ianuarie 2022 avea o populație de 5.652 de locuitori.